# Xulsigiae
De Xulsigiae waren in de Keltische mythologie in de Gallo-Romeinse periode een godinnentriade die vereerd werd in het heiligdom van de helende bron in Augusta Treverorum (hedendaags Trier). Edith Wightman stelt voor dat het "lokale nymfen van de bron kunnen zijn". Anderzijds wordt hun naam ook met de Suleviae in verband gebracht, die zij als "huisgodinnen" typeert.
De tempel van de Xulsigiae is een klein heiligdom nabij de monumentale Lenus Mars tempel, en heeft ook terracotta figuren opgeleverd van de genii cucullati. De naam zelf is slechts op één enkele inscriptie geattesteerd, samen met die van Lenus Mars:
LENO MARTI

ET XVLSIGIIS

L VIRIVS DISE

TO V S L M
"Aan Lenus Mars en de Xulsigiae, Lucius Virius Diseto vervulde zijn gelofte, gaarne en met reden."
Abnoba · 
Ancamna ·
Andarta ·
Andraste ·
Anu ·
Artio · 
Arduinna · 
Arvernorix · 
Aufaniae · 
Ategnissa · 
Aveta · 
Badb ·
Banba ·
Belenos ·
Belisama · 
Bormo · 
Branwen ·
Breg ·
Bres ·
Breogán ·
Brigantia · 
Bussurigios · 
Cailleach ·
Camulos ·
Caturix · 
Cernunnos ·
Cicollos · 
Cissonius · 
Cú Chulainn ·
Dagda ·
Danu ·
Domnu ·
Epona ·
Ériu ·
Esus ·
Fand ·
Fódla ·
Gontia · 
Grannus · 
Gwendolyn ·
Herecura · 
Icovellauna · 
Intarabis · 
Inciona ·
Iouga ·
Lí Ban ·
Litavis · 
Llŷr ·
Loucetius · 
Lugh ·
Lugos · 
Luxovius ·
Macha ·
Marrigu ·
Matres ·
Mogons · 
Mogontia · 
Morrigan ·
Nemain ·
Nemetona · 
Ogma ·
Ogmios · 
Poeninus · 
Ritona · 
Rhenus · 
Rosmerta · 
Seela ·
Sequana ·
Sídhe ·
Suleviae ·
Taranis · 
Toutiorix · 
Teutanus · 
Teutates ·
Tuatha Dé Danann ·
Vassocaletis · 
Vellaunus ·
Vosegus · 
Xulsigiae